# Nadorita
La nadorita es un mineral de la clase de los minerales haluros, y dentro de esta pertenece al llamado “grupo de la nadorita”. Fue descubierta en 1870 en las montañas Nador, en la provincia de Constantina (Argelia), siendo nombrada así por esta cordillera. Un sinónimo poco usado es el de ocrolita.

## Características químicas
Químicamente es un oxi-cloruro de plomo y antimonio, de estructura similar al mineral perita (PbBiO2Cl), también en el grupo de la nadorita.

## Formación y yacimientos
Se forma como mineral secundario por alteración hidrotermal en los yacimientos de minerales de antimonio.
Comúnmente se forma a partir de la alteración de la jamesonita (Pb4FeSb6S14), mientras que comúnmente puede alterarse transformándose en cerusita (PbCO3) o en bindheimita (Pb2(Sb5+)2O7).
Suele encontrarse asociado a otros minerales como: jamesonita, galena, esfalerita, bindheimita, senarmontita, valentinita, anglesita, cerusita, smithsonita o mimetita.